# Remsen (New York, város)
Remsen város az Amerikai Egyesült Államok New York államában, Oneida megyében. Lakosainak száma 1761 fő (2020. április 1.).

## Népesség
A település népességének változása:

| 2010 | 1 929 |
| 2020 | 1 761 |